# Symplocos gibraltarica
Symplocos gibraltarica är en tvåhjärtbladig växtart som beskrevs av José Cuatrecasas. Symplocos gibraltarica ingår i släktet Symplocos och familjen Symplocaceae. Inga underarter finns listade i Catalogue of Life.